# 北獅里興
北獅里興，是臺灣苗栗縣南庄鄉的一個傳統地域名稱，位於該鄉中部偏西北。相較於今日行政區，其範圍大致包括西村南半部、東村東半部、南江村不含東南端、蓬萊村西北部、東河村西北端。

## 歷史
台灣日治初期，北獅里興地區為一街庄，稱為「北獅里興庄」，隸屬於竹南一堡。該庄由舊南庄拆分而成，北與南庄、田尾庄為鄰，東北與大坪庄為鄰，東南邊為蕃地，西邊為獅潭庄。
1901年（日治明治三十四年）11月，全台廢縣廳改設二十廳，該庄隸屬於新竹廳。1909年（明治四十二年）10月，合併二十廳為十二廳，該庄隸屬不變。1920年（大正九年），廢十二廳改設五州二廳，該庄改制並雅化為「南庄」大字，隸屬於新竹州竹南郡南庄。
戰後南庄與竹南郡蕃地合併改制為南鄉，隸屬於新竹縣，大字亦改制為村。不久再改名為南庄鄉。1950年桃、竹、苗分治，南庄鄉改隸屬於苗栗縣。

## 聚落
本地區發展較早的聚落有橫塀坪、蕃婆石、獅頭驛社、福興、福南、辛抱坂、紅毛館（蓬萊）等，在日治期初期的官方地圖上已有記載。此外，本地區尚有里金館、石坑、馬果坪、小東河、北獅里興、長崎下、鱸鰻堀、下庄、上庄、萊園坪、四十二分埤、橫坪背、陸隘寮、東河等聚落。

## 交通
縣道124號是保安林至仙山口（原竹南至獅潭）的道路，大致以北北東—南南西走向蜿蜒經過北獅里興地區。由該道路向北北東可前往南庄市區、三灣、珊珠湖、頭份、竹南並止於海邊道路路口，向南南西可前往八卦力、獅潭並止於省道台3線路口。
鄉道苗21線是南庄至鹿場的道路，其西北側端點位於本地區西北部南庄橋南側的縣道124號路口。由此向東蜿蜒出境後，可前往東河、石壁、鹿場山區。

## 學校
- 蓬萊國小
- 東河國小（部分）